# IiO
iiO è stato un gruppo musicale statunitense di genere dance. Fondato a New York nel 2001, è salito alla ribalta con il singolo Rapture. Inizialmente era composto dal produttore Markus Moser e dalla cantautrice Nadia Ali, ma nel 2005 quest'ultima ha lasciato il gruppo per intraprendere la carriera da solista.

## Storia
All'età di 17 anni Nadia Ali lavorava presso gli uffici di Versace a New York, quando una collega le fece conoscere Markus Moser, che le propose di registrare una demo per un girl group in Germania. In seguito i due si unirono per formare un gruppo chiamato in un primo momento "Vaiio", dal nome del computer portatile (un Sony VAIO) che la Ali usava per comporre i testi dei suoi brani. Successivamente il "Va" venne troncato su indicazione della loro etichetta discografica per evitare cause legali con la Sony. Il loro primo singolo fu Rapture, pubblicato nel 2001, che raggiunse la posizione numero 2 sia nell'Official Singles Chart sia nel Billboard Hot Dance Club Play Chart. La canzone è stata poi remixata da molti DJ, tra cui Paul van Dyk, Armin Van Buuren e Deep Dish.
Dopo Rapture fecero seguito altri singoli: At the End nel 2002, Smooth nel 2003, Runaway nel 2004 e Kiss You nel 2005. Proprio in quest'anno venne pubblicato il primo album del gruppo, Poetica. Il lancio dell'album coincise, però, con l'abbandono di Nadia Ali, che divenne una solista. Ciononostante, Moser continuò a pubblicare nuovo materiale musicale che includeva anche registrazioni vocali della cantante, tra cui il singolo Is It Love? (2006), l'album remix Reconstruction Time: The Best Of iiO Remixed (2007) e la compilation Rapture Reconstruction: Platinum Edition (2008).
Dopo una breve inattività, nel 2010 il gruppo è ritornato sulla scena musicale con i nuovi remix di At the And pubblicati da Moser, mentre nel mese di aprile del 2011 è uscito il secondo album, intitolato Exit 110, in cui è presente anche la voce di Nadia Ali,
 che in un'intervista ha dichiarato di non voler ritornare a collaborare per iiO. D'altro canto, Moser ha affermato di continuare ad usare le registrazioni effettuate dalla cantante prima del suo abbandono per creare un nuovo album a causa delle richieste dei fan.

## Discografia

### Album
- Poetica (2005)
- Exit 110 (2011)

### Remix e compilation
- Reconstruction Time: The Best Of iiO Remixed (2007)
- Rapture Reconstruction: Platinum Edition (2008)

### Singoli
| Anno | Singolo                       | Posizione in classifica | Posizione in classifica | Posizione in classifica | Posizione in classifica | Posizione in classifica | Posizione in classifica | Posizione in classifica | Album               |
| Anno | Singolo                       | U.S.                    | U.S. Dance              | U.S. Dance Airplay      | AUS                     | DEN                     | FIN                     | UK                      | Album               |
| ---- | ----------------------------- | ----------------------- | ----------------------- | ----------------------- | ----------------------- | ----------------------- | ----------------------- | ----------------------- | ------------------- |
| 2002 | Rapture                       | 46                      | 2                       | —                       | 3                       | 10                      | 12                      | 2                       | Poetica             |
| 2002 | At the End                    | —                       | 41                      | —                       | —                       | 16                      | 13                      | 20                      | Poetica             |
| 2003 | Smooth                        | —                       | —                       | 23                      | —                       | —                       | 2                       | —                       | Poetica             |
| 2004 | Runaway                       | —                       | —                       | —                       | —                       | —                       | 4                       | —                       | Poetica             |
| 2005 | Kiss You                      | —                       | 3                       | 11                      | —                       | —                       | 5                       | —                       | Poetica             |
| 2006 | Is It Love?                   | —                       | 1                       | 6                       | —                       | —                       | 20                      | —                       | Poetica             |
| 2007 | Rapture 2007                  | —                       | 3                       | —                       | —                       | —                       | —                       | —                       | Reconstruction Time |
| 2010 | At The End (Metropolitan Mix) | —                       | —                       | —                       | —                       | —                       | —                       | —                       | —                   |
| 2011 | It'll Be Like                 | —                       | —                       | —                       | —                       | —                       | —                       | —                       | Exit 110            |